# Yigal Amir

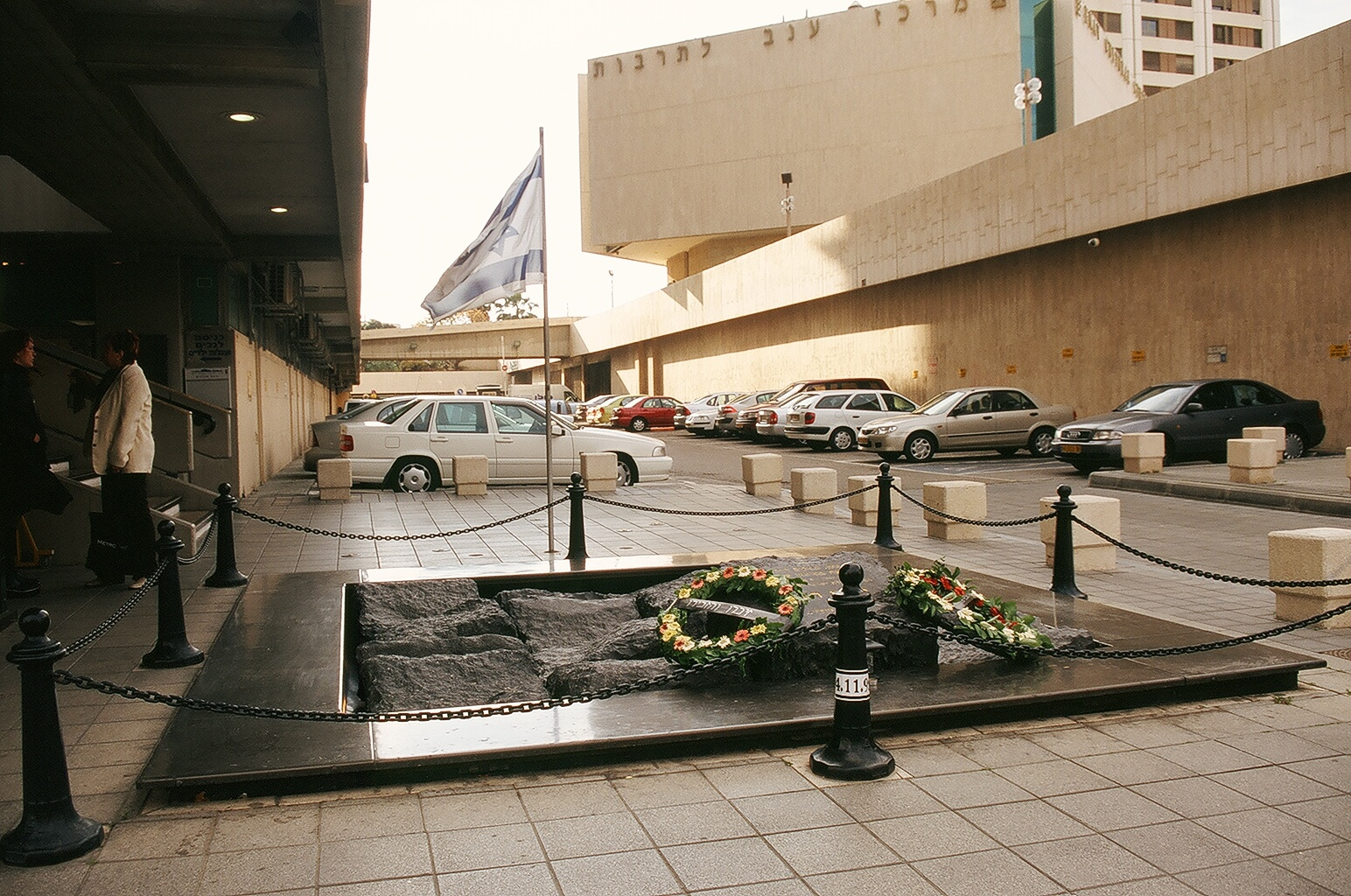
monument op de plaats van de moord

Yigal Amir (Hebreeuws: יגאל עמיר) (Herzliya, 23 mei 1970) is een  Israëlisch terrorist en de moordenaar van de Israëlische minister-president Yitzchak Rabin. Hij pleegde de moord op Rabin op 4 november 1995, na afloop van een vredesdemonstratie in Tel Aviv.

## Achtergrond
Amir groeide op in een orthodox-joodse familie. Zijn ouders emigreerden vanuit Jemen naar Israël. De familie vestigde zich in Herzliya. Zijn moeder Geula Amir, een kleuterleidster, had er een crèche aan huis.
Amir ging naar de basisschool in Herzliya. De middelbare school volgde hij in Tel Aviv, niet ver van de plaats waar hij later de moord op Rabin zou plegen. Zijn legerdienst als soldaat in Golani, deed hij in combinatie met een modern-charedische jesjiva in Yavne.
Na zijn dienst en jesjiva-studie studeerde Amir rechten aan de Bar-Illan-universiteit. Hier organiseerde hij demonstraties tegen de Oslo-akkoorden. Amir beschouwde de akkoorden als landverraad en een gevaar voor het voortbestaan van Israël. Hij radicaliseerde en kwam voor zichzelf tot de conclusie dat hij Yitzhak Rabin, de premier die achter de Oslo-akkoorden stond, wilde vermoorden.

## De moord op Yitzhak Rabin
Ondanks de bedreigingen op het leven van Yitzhak Rabin en de beveiliging rondom de premier, kwam Amir tweemaal in zijn buurt. Na afloop van een vredesdemonstratie op het toenmalig Malchei Yisraël-plein (nu Rabinplein), stond hij dicht bij de trap waarlangs Rabin naar beneden kwam. Toen Rabin beneden was, vuurde Amir driemaal: twee schoten raakten de premier en één veiligheidsagent. Eén daarvan doorboorde Rabins hart (en de tekst van het vredeslied in zijn binnenzak dat hij zonet had meegezongen).
Om omstanders op een verkeerd been te zetten, riep Amir "srak, srak" ('losse flodder, losse flodder'). Onder andere aan dit detail werden later complottheorieën vastgeknoopt (deze stellen dat Amir werkelijk losse flodders heeft geschoten). Rabin werd in zijn klaarstaande dienstauto naar het nabije Ichilov-ziekenhuis vervoerd, maar de cardiochirurgen en eerstehulpartsen konden zijn leven niet meer redden.

## Gevangenisstraf
Voor de moord op Yitzhak Rabin werd Amir veroordeeld tot levenslange gevangenisstraf. Boven op de levenslange straf kwam zes jaar voor het verwonden van de agent en (later) nog vijf jaar voor samenzwering tot moord op de premier. De vijf jaar werden in het hoger beroep omgezet tot acht jaar zodat Amir nu een levenslange straf plus veertien jaar uitzit.
Amir zit afgezonderd van andere gevangenen in een aparte vleugel van de gevangenis opgesloten.

### Huwelijk
Amir en een Joods-Russische immigrante die hij al kende van voor zijn studie aan de Bar-Illanuniversiteit, Larisa Trembovler, verzochten in 2004 in het huwelijk te mogen treden (Trembovler die aanvankelijk samen met haar man Amir bezocht, scheidde later van haar echtgenoot vanwege haar banden met Amir). Nadat het verzoek werd afgewezen, trouwden zij via een vertrouwenspersoon, Amirs vader, nog datzelfde jaar.
Het echtpaar wilde op natuurlijke wijze een kind ter wereld brengen. Ze diende daartoe bijna twee jaar lang verzoeken in alvorens deze werden ingewilligd. Op 24 oktober 2006 hadden zij in de gevangenis geslachtsgemeenschap. Op 28 oktober 2007 kreeg Amirs vrouw een zoon. Amir zelf was niet bij de bevalling aanwezig. De autoriteiten hadden hem verboden tijdelijk de gevangenis te verlaten. Het deel van het ziekenhuis in Jeruzalem waar Larisa Trembovler lag, werd zwaar bewaakt, uit vrees dat het 'duivelskind' iets zou worden aangedaan.